# Universiteit Tampere
De Universiteit Tampere (Fins: Tampereen yliopisto, afkorting: TamY of UTa) is een universiteit in de Finse stad Tampere. De instelling werd in 1925 opgericht als hogeschool in Helsinki. In 1960 verplaatste de school naar Tampere en vanaf 1966 heeft het de huidige naam.

## Faculteiten
De Universiteit Tampere bestaat uit zes faculteiten:
- Faculteit voor bedrijfseconomie en administratie
- Faculteit voor pedagogiek
- Humanistische faculteit
- Faculteit voor informatica
- Geneeskundige faculteit
- Faculteit voor sociale wetenschappen

### Alumni
- Juha Rehula (1963), politicus
- Hailemariam Desalegn (1965), politicus
- Jyrki Katainen (1971), politicus
- Aki Kaurismäki (1957), filmregisseur
- Tommy Tabermann (1947–2010), schrijver, musicus en politicus

Universiteit: Aalto-universiteit · Åbo Akademi · Universiteit van Helsinki · Universiteit van Jyväskylä · Universiteit van Lapland · Universiteit van Oost-Finland · Universiteit Oulu · Universiteit Tampere · Universiteit van Turku · Universiteit van Vaasa

Technische universiteit: Technische Universiteit Lappeenranta · Technische Universiteit Tampere

Overige: Universiteit voor de Kunsten